# 熱帯大西洋海洋予測研究係留アレー

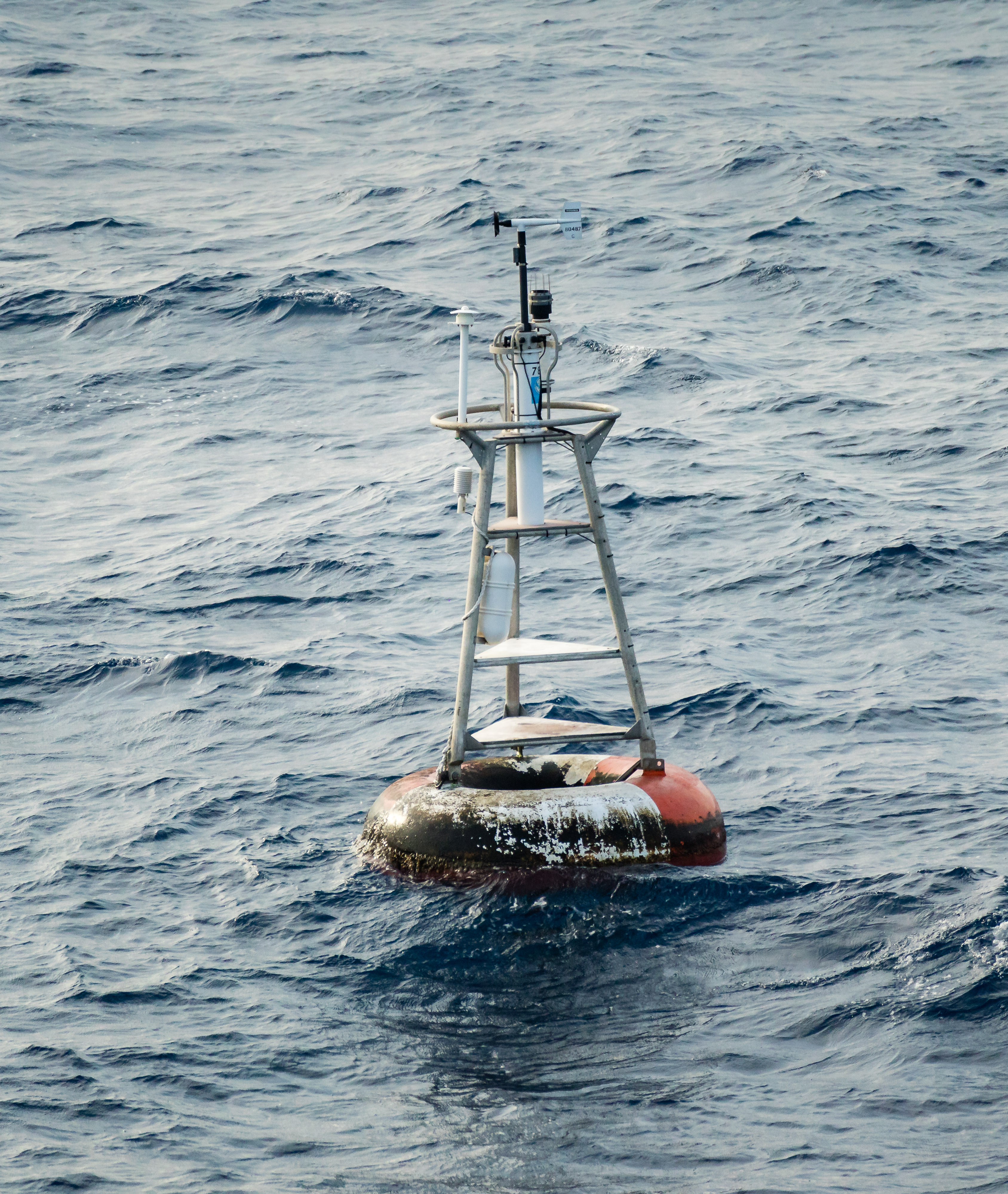
2017年の「ヌル島」ブイ

熱帯大西洋海洋予測研究アレー（ねったいたいせいようよそくけんきゅうけいりゅうアレー、PIRATA、英:Prediction and Research Moored Array in the Tropical Atlantic）は、大西洋近辺各国機関の協働によって運営されている予測研究ブイ群である。

## 発足
この取り組みは気候変動及び予測可能性研究計画（CLIVAR）という、研究計画の一環として1997年から始まった。現在までに18個の係留海洋観測ブイが投下されている。